# تلما تیکسو
تلما تیکسو (انگلیسی: Thelma Tixou; ۴ مهٔ ۱۹۴۴ – ۱۵ ژانویه ۲۰۱۹ (۷۵ سال)) بازیگر، خواننده، رقصنده، بازیگر تلویزیون، بازیگر سینما و بازیگر تئاتر اهل مکزیک بود.